# NGC 2914
NGC 2914 est une galaxie spirale barrée située dans la constellation du Lion. NGC 2914 a été découverte par l'astronome germano-britannique William Herschel en 1786. Le professeur Seligman classe cette galaxie comme une lenticulaire, mais l'image de l'étude SDSS montre assez clairement la présence de bras spiraux.

## Caractéristiques
Sa vitesse par rapport au fond diffus cosmologique est de
Sa vitesse par rapport au fond diffus cosmologique est de 3 466 ± 23 km/s, ce qui correspond à une distance de Hubble de 51,1 ± 3,6 Mpc (∼167 millions d'al).
À ce jour, huit mesures non basées sur le décalage vers le rouge (redshift) donnent une distance de 34,300 ± 2,754 Mpc (∼112 millions d'al), ce qui est à l'extérieur des valeurs de la distance de Hubble. Notons cependant que c'est avec la valeur moyenne des mesures indépendantes, lorsqu'elles existent, que la base de données NASA/IPAC calcule le diamètre d'une galaxie et qu'en conséquence le diamètre de NGC 2914 pourrait être d'environ 16,4 kpc (∼53 500 al) si on utilisait la distance de Hubble pour le calculer.
La classe de luminosité de NGC 2914 est I-II et elle présente une large raie HI. Selon la base de données Simbad, NGC 2914 est une galaxie LINER, c'est-à-dire une galaxie dont le noyau présente un spectre d'émission caractérisé par de larges raies d'atomes faiblement ionisés.

## Groupe de NGC 2911
NGC 2914 fait partie du groupe de NGC 2911. Selon Abraham Mahtessian, le groupe de NGC 2911 contient aussi les galaxies NGC 2911 et NGC 2913. D'autre part, le groupe de NGC 2911 est aussi mentionné dans une étude publiée en 1993 par A.M. Garcia. Dans cette étude, Garcia inclut aussi la galaxie NGC 2939 ainsi que les galaxies PGC 27167 (identifié comme étant NGC 2912, une erreur), UGC 5216 et MCG 2-25-22.